# ウル・ナンシェ
ウル・ナンシェ（Ur Nanshe）は、古代メソポタミア、シュメール初期王朝時代のラガシュの王。

## 略歴
ウル・ナンシェはラガシュ王として初めてまとまった数の記録（50あまりの碑文）を残している。これによって彼以後のラガシュの歴史がある程度復元されている。
ウル・ナンシェがどのようにして王位を得たのかは分かっていないが、彼以後6代に渡って今日「ウル・ナンシェ王朝」と呼ばれる世襲王権がラガシュに確立された。彼の碑文の中にはディルムン（現バーレーン）との交易に関するものも存在し、当時の交易ネットワークの広さを窺い知ることができる。
死後、息子のアクルガルが王位を継いだ。